# Patrimonialgericht Oberkirchen
Beim Patrimonialgericht Oberkirchen handelte es sich um einen Herrschafts- und Gerichtsbezirk, der gegen Ende des 16. Jahrhunderts innerhalb des Herzogtums Westfalen aus einer älteren Vogtei über das Kloster Grafschaft entstand. Inhaber waren Mitglieder der adligen Familie von Fürstenberg. 1802 fiel das Patrimonialgericht im Rahmen der Säkularisation als Teil des Herzogtums an den Landgrafen von Hessen-Darmstadt, der es im Jahr 1807 bei der Neubildung der Ämter dem Amt Fredeburg zuordnete. 

## Grenzen

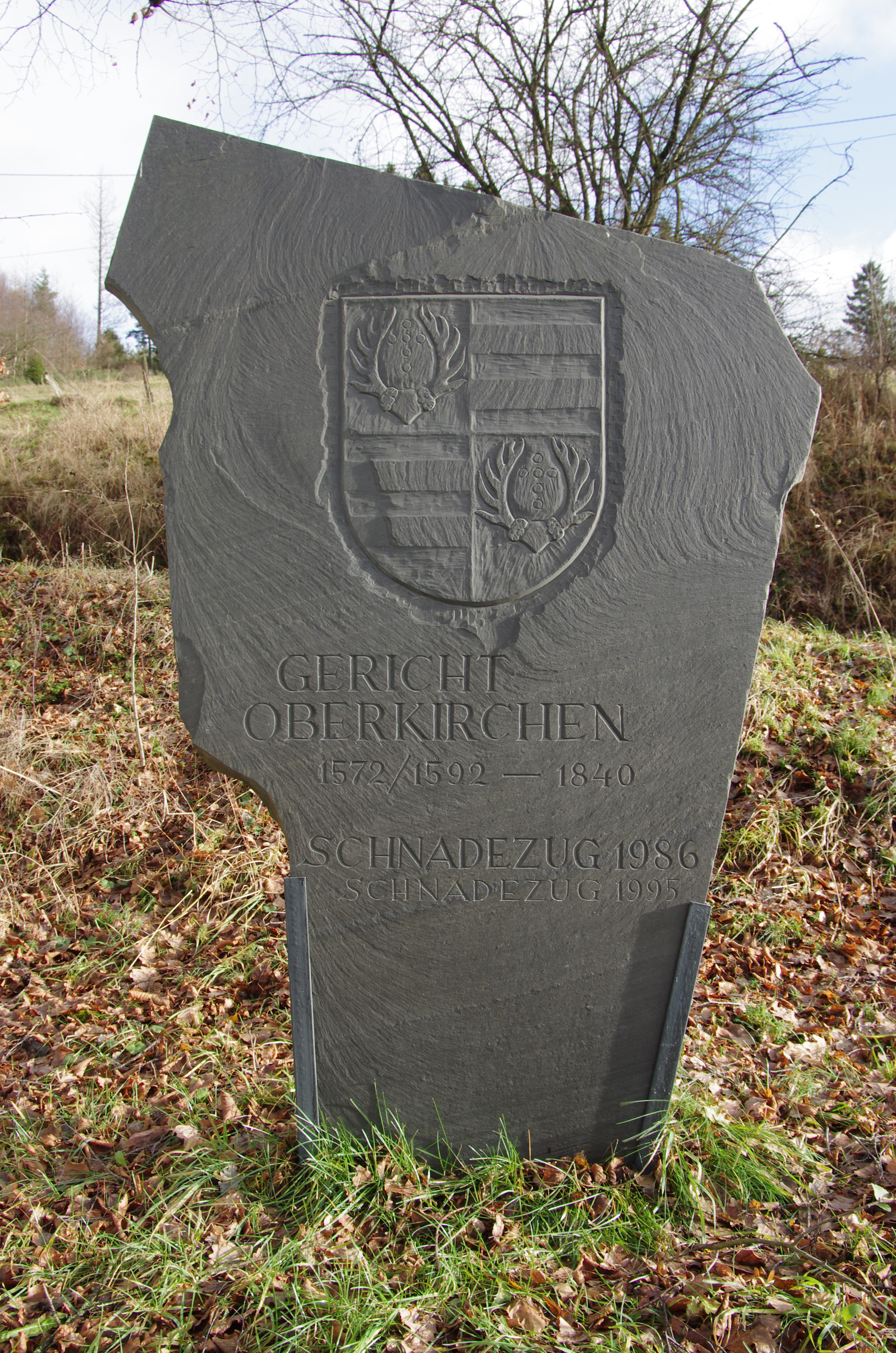

Benachbart im Osten waren das Amt Medebach und die Stadt Winterberg, im Süden und Südosten die Grafschaft Berleburg, im Südwesten das Amt Bilstein, im Westen die Stadt Schmallenberg, im Nordwesten das Amt Fredeburg und im Norden das Gericht Bödefeld. Es umfasste die Orte Almert, Grafschaft, Holthausen, Lengenbeck, Nieder-, Mittel- und Obersorpe, Oberkirchen, Vorwald, Westfeld und Winkhausen mit insgesamt etwa 100 Häusern im frühen 17. Jahrhundert. Eine Exklave der Grafschaft Waldeck befand sich im Nordosten des Patrimonialgerichts mit den Orten Nordenau und Altastenberg, deren Einwohner an den Grafen abgabepflichtig waren.

## Entstehung
1561 schlug der Drost von Bilstein, Friedrich von Fürstenberg, dem Abt von Kloster Grafschaft vor, ihm künftig die Vogtei über sein Kloster zu übertragen. Der bisherige Inhaber, Jobst von Grafschaft, hatte nämlich keine ehelich geborenen männlichen Erben, die ihm nachfolgen konnten. 1566 schlossen der Drost und der Abt über die Übertragung der Vogtei einen Vertrag ab. Nach dem Tod von Jobst von Grafschaft 1572 übernahm der neue Drost Kaspar von Fürstenberg die Vogtei. Ansprüche der Erben seines Vorgängers fand er finanziell ab. Als Dank für seine Unterstützung im Krieg gegen den abgesetzten Erzbischof Gebhard Truchseß von Waldburg schenkte ihm der siegreiche neue Erzbischof und Kurfürst von Köln, Ernst von Bayern, im Jahr 1592 die Blutgerichtsbarkeit über die Kirchspiele Oberkirchen und Grafschaft. Aus dem Klosterlehen wurde dadurch ein landesherrliches Lehen, was künftig immer wieder zu Konflikten mit dem Kloster Grafschaft führte. 1594 setzte Kaspar von Fürstenberg den ersten Richter ein.

## Geschichte
Mit den benachbarten Territorien und Amts- und Gerichtsbezirken kam es immer wieder zu Grenzkonflikten, vor allem mit der Grafschaft Waldeck um die Exklave Nordenau. Zur Absicherung der Grenzen wurden in unregelmäßigen Abständen sogenannte Schnadezüge durchgeführt. An Gerichtsverfahren sind vor allem die sogenannten Oberkirchener Hexenprozesse zu nennen. Gegen Ende des 18. Jahrhunderts schränkten die Kölner Kurfürsten als Landesherren die Gerichtsbarkeit der Patrimonialgerichte ein. So mussten ab 1786 alle Todesurteile vom Kurfürsten bestätigt werden. Schon kurz nach der Besitzergreifung des Herzogtums Westfalen durch den Landgrafen von Hessen-Darmstadt kam es 1803 zum Streit um die Gerichtsbarkeit. Nach und nach entzog der neue Landesherr dem Patrimonialgericht alle Kompetenzen, bis 1812 der letzte Richter sein Amt niederlegte. Schon vorher war im Jahr 1807 bei der Neuordnung der Ämter im Herzogtum Westfalen das Patrimonialgericht dem Amt Fredeburg zugeordnet worden. Die letzte Belehnung mit dem Patrimonialgericht erfolgte 1824 durch den preußischen König, der seit 1816 neuer Landesherr war. Zu diesem Zeitpunkt hatte das Gericht jedoch keine Befugnisse mehr. Es wurde von dem Stadt- und Landgericht Fredeburg verwaltet und 1849 endgültig aufgehoben. Seine Gerichtsfunktion übernahm das Kreisgericht Olpe.

## Inhaber des Patrimonialgerichts
- 1572–1618 Kaspar von Fürstenberg
- 1618–1646 Friedrich von Fürstenberg
- 1646–1661 Friedrich von Fürstenberg
- 1661–1718 Ferdinand von Fürstenberg
- 1718–1755 Christian Franz Theodor von Fürstenberg
- 1755–1791 Clemens Lothar Ferdinand von Fürstenberg
- 1791–1835 Friedrich Leopold von Fürstenberg

## Richter
- 1594–1618 Anton Trilling aus Saalhausen
- 1620–1649 Georg Weise aus Brunskappel
- 1655–1668 Caspar Trilling aus Schmallenberg
- 1673–1715 Jodocus Hoynck aus Bracht bei Schliprüthen
- 1715–1747 Ferdinand Eberhard Höynck aus Bracht bei Schliprüthen
- 1748–1753 Franz Michael Anton Honcamp, auch Richter in Hallenberg
- 1758–1764 Johannes Theodor Schlosser
- 1766–1769 N. Evens
- 1774 Johann Wilhelm Biergans
- 1774–1796 Johannes Wilhelm Adolph Höynck
- 1796–1812 Maria Joseph Theodor Höynck